# Dominic Miller
Dominic Miller (ur. 21 marca 1960 w Buenos Aires) – brytyjski muzyk, wieloletni gitarzysta zespołu Stinga.